# Joseph Paelinck

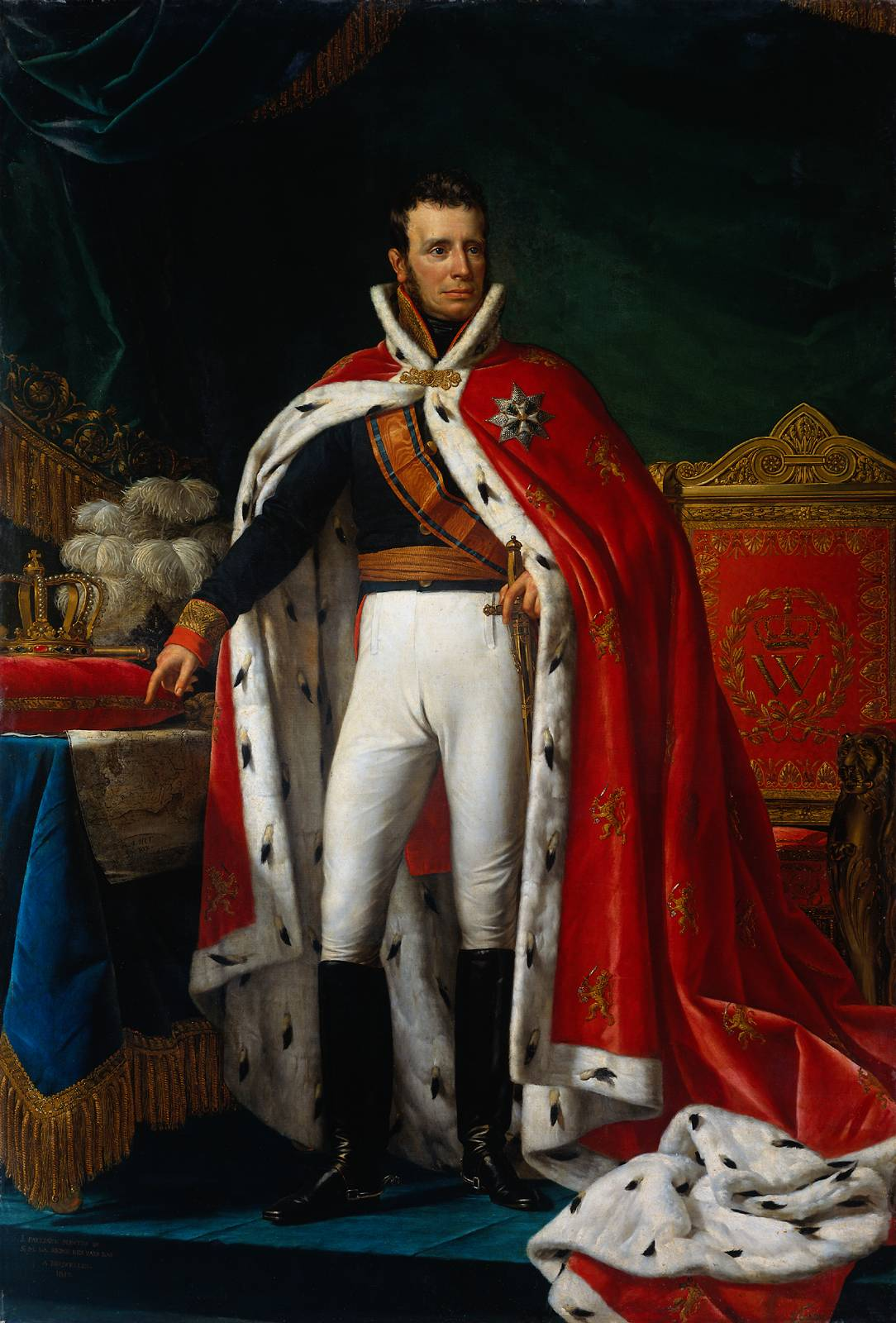
Koning Willem I der Nederlanden in zijn Kroningsgewaad

Joseph Paelinck (Oostakker, 20 maart 1781 – Elsene, 19 juni 1839) was een Belgisch neoclassicistisch kunstschilder. Na zijn studie aan de Gentse academie trok hij naar Parijs tot in 1806. Daar studeerde hij aan de studio van Jacques-Louis David. Tussen 1808 en 1812 verbleef hij in Rome dankzij een Gentse studiebeurs.
Bij de oprichting der Nederlanden in 1815 kreeg hij heel veel officiële opdrachten, waardoor hij verhuisde van Gent naar Brussel. Na de oprichting van België was hij aan het Nederlandse hof heel wat minder geliefd. Dat deed hem twijfelen over een eventuele emigratie naar Nederland.
Op het einde van zijn leven taande zijn reputatie door de opkomende romantiek, waar hij probeerde bij aan te sluiten, maar deze werken werden niet goed ontvangen.
- Biografisch Portaal: 79605474
- Gemeinsame Normdatei: 117678996
- International Standard Name Identifier: 0000 0000 6676 3124
- Library of Congress Control Number: n2020024129
- Nederlandse Thesaurus van Auteursnamen: 073268135
- RKD-Nederlands Instituut voor Kunstgeschiedenis: 61437
- Système universitaire de documentation: 243214537
- Union List of Artist Names: 500017538
- Virtual International Authority File: 32780093
- WorldCat: E39PBJcwGXMCt4VkkRw369tR8C